# D. 拉马奈杜
D. 拉马奈杜(1936年6月6日 - 2015年2月18日) 是一位印度泰卢固电影制片人。 他制作了150多部电影，並因而打破吉尼斯世界纪录。  1999年至2004年期間，他还是第13届安得拉邦議會的議員。 2009年，他被授予达达萨赫布·法尔克奖。 2012年，D. 拉马奈杜被授予莲花装勋章。 